# 藤村雅美
藤村 雅美（ふじむら まさみ、1950年2月1日 - 2007年10月26日）は、日本の野球選手・高校野球指導者。旧名・正美。

## 来歴
藤村富美男の次男。藤村隆男の甥にあたる。三田学園高等学校では2年生から三塁手、控え投手として活躍。同期のエース吉岡邦広を擁し、四番打者、三塁手として1967年春の甲子園に出場。1回戦で大田垣耕造投手を擁する尾道商を降す。しかし2回戦では熊本工の松本正幸（巨人）に抑えられ1-2で惜敗。同年夏の甲子園県予選でも決勝に進むが、報徳学園に敗退し甲子園出場を逸する。
同年のドラフト会議で東京オリオンズから5位指名を受けるが、入団を拒否し法政大学に進学。父・富美男によく似た風貌で、大学でも神宮を沸かせ、4年次には主将を務めた。東京六大学野球リーグでは1969年秋季リーグから4季連続優勝。ベストナイン（三塁手）2回選出。大学同期には横山晴久、古賀正明、中村裕二、依田優一らがいた。
卒業後は鐘淵化学に入社。都市対抗などの常連として活躍する。1975年の第2回社会人野球日本選手権大会に四番打者として出場、宮田典計の好投もあって初優勝を果たす。この大会では優秀選手として表彰され、同年の社会人ベストナイン（三塁手）にも選出されている。1976年の第24回アマチュア野球世界選手権日本代表に選出され、外野手として起用された。大阪ガス移籍後の1981年の都市対抗では10年連続出場の表彰を受けている。
1999年に兄・哲也の母校で長男・光司が当時在学中の育英高等学校から野球部監督就任の打診を受け、大阪ガスを退社し同校職員として監督就任。2000年春・夏の甲子園で捕手の光司や栗山巧らを擁して出場を果たし、夏はベスト4に進んだ。同校監督としては2005年春にも甲子園出場。
2006年夏に部員の不祥事の責任を取り監督を辞任。翌2007年4月3日に脳梗塞で倒れ、4度にわたる手術に耐えつつも同年10月26日、死去した。享年58（57歳没）。

## 甲子園での成績（育英高校監督として）
- 出場3回・4勝3敗